# Sandown Castle (Kent)

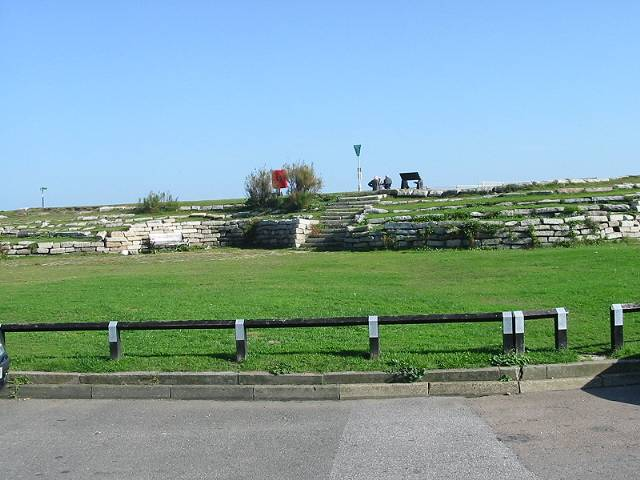
Ruinen von Sandown Castle

Sandown Castle ist eine Festungsruine bei Deal in der Grafschaft Kent in Großbritannien. Die Festung wurde um 1540 als Teil der Küstenbefestigung König Heinrichs VIII. erbaut und sicherte zusammen mit den südlich gelegenen Deal und Walmer Castle den an den The Downs gelegenen Strandabschnitt. Die konzentrisch angelegte Festung bestand ähnlich wie Walmer Castle aus einem Zentralturm und vier diesen umgebenden halbrunden Bastionen. Um die Anlage verlief ein trockener Graben. Durch Küstenerosion durchbrach das Meer 1785 die äußere Grabenmauer, doch noch während der napoleonischen Kriege diente die Anlage als Küstenbefestigung. Um 1900 wurde die Festung durch die Brandung zerstört, die verbliebenen Steine wurden 1989 in einen Betondeich zur Uferbefestigung eingefügt. Nur wenige Steine markieren noch den Grundriss der ehemaligen Festung.
Die als Scheduled Monument geschützten Reste der Festung liegen an der A258 nördlich von Deal und sind frei zugänglich.